# مارتا مارتن كاريرا رويز
مارتا مارتن كاريرا رويز (1941 - 27 فبراير 2021) كانت شخصية تلفزيونية كوبية أمريكية. كانت معروفة من بين آخرين بمشاركتها في البرنامج التلفزيوني الدهون والنحافة.

## السيرة الشخصية
عملت مارتا مارتن كاريرا رويز في بيع القهوة لموظفي يونيفيجون. عندما بدأت برنامج الدهون والنحافة خلال عام 1998 ، تمت دعوتها لإعداد القهوة لمضيفي البرنامج وفعلت ذلك على التلفزيون المباشر. على مدى السنوات العديدة القادمة ستتم دعوتها بشكل متكرر للانضمام إلى العرض على الكاميرا والتعليق أثناء المقابلات مع ضيوف مشهورين وأيضًا حول أخبار الترفيه في اليوم.
توفيت كاريرا رويز في 27 فبراير 2021، عن عمر يناهز 80 عامًا، من كوفيد 19 أثناء الجائحة في كوبا.